# Арменска краставица
Арменска краставица или Сребрист пъпеш (Cucumis melo flexuosus) е растение от семейство Тиквови (Cucurbitaceae), разновидност на пъпеша. Арменската краставица се отглежда основно в Армения, Китай и Близкия изток.

## Ботаническо описание
Едногодишно лианообразно растение. Може да достигне до 3 метра дължина. Цветовете са жълти. Плодовете са светлозелени със сребриста окраска с дължина 45-50 cm и тегло до 1 кг.

## Отглеждане и използване
Растението е топлолюбиво и не понася по-висока влажност на въздуха. Отглежда се в добре изораната почва с високо съдържание на хранителни вещества. Оптималната температура за покълване е около 25 °C. Първите плодове се прибират около 70 дни след поникването на растенията. При добра година от едно растение може да се получи от 5 до 10 кг. Арменската краставица има дълъг вегетационен период (непрекъснато плододаване), отличава се с висока устойчивост на болестите брашнеста мана и гниене, както и устойчивост при понижаване на температурата по време на плододаване. В кулинарията се използват младите плодове, употребяват се като краставиците, в сурово състояние или в туршии. Плодовете са най-ароматни, когато са с дължина 12-15 см. В Близкия изток се употребяват мариновани.